# ديباك شارما (منتج تلفزيوني)
ديباك شارما (بالهندية: दीपक शर्मा, निर्देशक؛ بالإنجليزية: Deepak Sharma) هو منتج تلفزيوني هندي، ولد في 22 سبتمبر 1975 في نيودلهي في الهند.